# Selección de fútbol sub-20 de Islas Marianas del Norte
La Selección de fútbol sub-20 de las Islas Marianas del Norte es el equipo que representa al país en el Campeonato sub-19 de la AFC y en el Campeonato Juvenil de la EAFF; y es controlado por la Asociación de Fútbol de las Islas Marianas del Norte.

## Participaciones

### Campeonato sub-19 de la AFC
| Año            | Resultado    | J            | G            | E            | P            | GF           | GC           |
| -------------- | ------------ | ------------ | ------------ | ------------ | ------------ | ------------ | ------------ |
| de 1959 a 2014 | No participó | No participó | No participó | No participó | No participó | No participó | No participó |
| 2016           | No clasificó | No clasificó | No clasificó | No clasificó | No clasificó | No clasificó | No clasificó |
| 2018           | No clasificó | No clasificó | No clasificó | No clasificó | No clasificó | No clasificó | No clasificó |
| 2020           | No clasificó | No clasificó | No clasificó | No clasificó | No clasificó | No clasificó | No clasificó |
| Total          | 0/41         | -            | -            | -            | -            | -            | -            |

### Campeonato Juvenil de la EAFF
| Año   | Resultado | J | G | E | P | GF | GC |
| ----- | --------- | - | - | - | - | -- | -- |
| 2013  | 6º Lugar  | 5 | 0 | 0 | 5 | 1  | 47 |
| Total | 1/1       | 5 | 0 | 0 | 5 | 1  | 47 |